# Baraguatherium
Baraguatherium ist eine ausgestorbene Gattung aus der Familie der Mylodontidae, einer heute ebenfalls erloschenen Linie großer, bodenbewohnender Faultiere. Sie ist anhand von nur wenigen Funden aus dem nordwestlichen Venezuela überliefert und stellt mit einer Datierung der fundführenden Schichten in das Untere Miozän vor und 18 bis 17 Millionen Jahren den bisher ältesten Vertreter ihrer Familie im nördlichen Teil von Südamerika dar. Der Aufbau der Zähne lässt vermuten, dass die Gattung eine eher basale Form innerhalb der Mylodonten darstellt. Im Unterschied zu anderen Mylodonten, die eher offene Graslandschaften bevorzugten, lebte Baraguatherium in einem flussreichen, küstennahen tropischen Regenwald. Wissenschaftlich eingeführt wurde die Gattung im Jahr 2016.

## Merkmale
Baraguatherium ist ein mittelgroßer Vertreter der Mylodontidae. Sein Körpergewicht wurde anhand eines nicht ganz vollständig überlieferten Oberschenkelknochens auf etwa 495 bis 765 kg geschätzt. Neben dem Langknochen liegen zusätzlich noch ein fragmentierter, rechter Unterkieferast mit den erhaltenen hinteren drei Zähnen und einige isolierte Zähne des Oberkiefers vor. Dem Unterkiefer fehlt der vordere Abschnitt sowie der obere Teil des aufsteigenden Astes. Das Fragment ist insgesamt 12,3 cm lang. Der Unterkiefer selbst war massiv und breit. Rekonstruiert lagen die beiden Zahnreihen vermutlich parallel zueinander, was von den meisten anderen Mylodonten abweicht, die aufgrund ihrer bereiten Schnauzen divergierende Zahnreihen besaßen. Die Symphyse reichte bis zum zweiten molarenartigen (molariformen) Zahn und war eher schmal. Der untere Rand des Unterkiefers verlief gerade. Am oberen Rand war der Übergang zum aufsteigenden Gelenkast gerundet, er setzte direkt hinter dem letzten Zahn an. Das Unterkiefergebiss entsprach dem der anderen Mylodonten mit einem vorderen eckzahnähnlichen (caniniformen) Zahn und drei hinteren molariformen Zähnen. Vom vorderen caniniformen Zahn ist bei Baraguatherium bisher nur die Alveole belegt, zu den hinteren Zähnen bestand aber im Unterschied zu zahlreichen anderen Mylodonten kein Diastema. Alle drei Mahlzähne kennzeichnete eine zweilappige (bilobate) Kauflächenstruktur mit erhöhten Rändern und einer flachen Eintiefung dazwischen. Am letzten molarenartigen Zahn war der vordere Lappen deutlich breiter als der hintere. Im inneren Aufbau wiesen die Zähne einen Kern aus Vasodentin, einem weicheren Bestandteil des Zahnbeins, auf, der von Orthodentin, einer härteren Variante, umhüllt war. Die Außenschicht wurde aus Zahnzement gebildet, sie war bei Baraguatherium aber dünner als bei anderen Mylodonten. Wie bei allen Faultieren fehlte auch hier der Zahnschmelz. Die Länge der Molarenreihe betrug 6,8 cm. Der zweite molarenartige Zahn war mit 2,1 cm Länge und 1,7 cm Breite der größte Zahn, allerdings ähnelten sich alle Zähne in ihren Dimensionen.
Der Oberschenkelknochen ist auf etwa 35 cm Länge erhalten, was etwa 60 bis 70 % der Gesamtlänge entspricht. Rekonstruiert dürfte er zwischen 41 und 46 cm lang gewesen sein. Der Schaft zeigte eine für große Bodenfaultiere charakteristisch brettartig abgeflachte Form. Der Gelenkkopf und der Große Rollhügel sind nicht überliefert, der dritte Rollhügel (dritter Trochanter) befand sich an der Mitte des Schaftes und zeigte nach hinten. Das Kniegelenk zeichnete sich durch eine größere innere (mittlere) und kleinere äußere (seitliche) Gelenkrolle aus.

## Fossilfundstelle
Die bisher bekannten Überreste von Baraguatherium stammen aus der Castillo-Formation, welche im Falcón-Becken im nordwestlichen Venezuela aufgeschlossen ist. Das Falcón-Becken liegt im Grenzgebiet der Karibischen zur Südamerikanischen Platte. Hier wurde eine nahezu vollständige Ablagerungssequenz überliefert, die vom Eozän bis zum Pliozän reicht und teilweise sehr fossilreich ist. Die bedeutendsten und bekanntesten Funde stammen bisher aus der Urumaco-Sequenz des Mittleren und Oberen Miozän. Die Castillo-Formation ist stratigraphisch älter und bedeckt halbkreisförmig den nordwestlichen bis südwestlichen Rand des Falcón-Beckens. Sie wurde erstmals in den 1960er Jahren untersucht und benannt. Zu den bedeutendsten Aufschlüssen zählt jener von Cerro la Cruz nahe der Ortschaft La Mesa rund 20 km nördlich von Carora im venezolanischen Bundesstaat Lara. Er liegt an der Südflanke der Serranía La Baragua und besteht aus einer wenigstens 360 m hohen Sedimentfolge auf einer Fläche von rund 2 km². Die Abfolge setzt sich aus verschiedenen Schichten von Ton-/Schluffsteinen zusammen, in die einzelne Lagen von Kalk und Sandsteineb eingebettet sind, zusätzlich kommen lokal noch Limonite und Konglomerate hinzu. Insgesamt können vier Einheiten (A bis D von unten nach oben) unterschieden werden. Vor allem die drei unteren Einheiten enthalten zahlreiches Fossilmaterial, das in den Abschnitten B und C noch einmal stark zunimmt. Der Fossilreichtum wurde erstmals im Übergang von 20. zum 21. Jahrhundert bemerkt. Insgesamt überwiegen im Fossilbericht marine Lebewesen, die Krebstiere, Weichtiere, Fische, Schildkröten, Seekühe und Wale umfassen. Dabei lassen einige Formen wie die zu den Zehnfußkrebsen gehörende Gattung Portunus auf küstennahe Gewässer schließen. Es kommen überdies auch Süßwasserformen vor wie der Schwarze Pacu oder die Gattung Mylossoma als Vertreter der Fische, ebenso wie Angehörige der Schlangenhalsschildkröten. Im mittleren Abschnitt der Einheit C konnten des Weiteren Reste von landlebenden Wirbeltieren geborgen werden. Hervorzuheben wären hier unter anderem einige Angehörige der Südamerikanischen Huftiere und der Nebengelenktiere, unter anderem die Reste von Baraguatherium. In diesem Bereich, der informell auch valle de los vertebrados („Tal der Wirbeltiere“) genannt wird, lassen sich neben Baumstämmen auch zahlreiche Bioturbationen in Form von Spurenfossilien nachweisen, etwa von Gyrolithes, einem möglicherweise krebstierartigen Lebewesen, das korkenzieherähnliche Gangstrukturen im Küstenboden grub. Aufgrund des geologischen und paläontologischen Befundes kann von einer ehemals mangrovenbestandenen flachen Küstenlandschaft ausgegangen werden, die wahrscheinlich nur kurzfristig bestand. Datierungen mit Hilfe von Strontium-Isotopen ergaben für die Castillo-Formation ein Alter von 19,27 bis 17,21 Millionen Jahren, was dem Unteren Miozän entspricht, der Abschnitt, der auch die Landwirbeltiere enthält, dürfte dabei jünger als 18,27 Millionen Jahre sein. Die isolierten Backenzähne von Baraguatherium wurden bereits im Jahr 2004 in einem wissenschaftlichen Aufsatz vorgestellt, ihre genaue taxonomische Zuweisung war aber unsicher. In einer weiteren Publikation aus dem Jahr 2014 verwiesen die Autoren den Unterkiefer zu der urtümlicheren Faultierfamilie der Orophodontidae.

## Paläobiologie
Aufgrund des großen Oberschenkelknochens ist anzunehmen, dass Baraguatherium zu den bodenbewohnenden Faultieren gehörte und sich vierfüßig fortbewegte. Der geologisch-paläontologische Befund verweist als Lebensraum auf einen küstennahen tropischen Regenwald, der von zahlreichen Flüssen durchzogen wurde. In diesem Punkt unterschied sich Baraguatherium von anderen Mylodonten, die eher offene Graslandschaften bevorzugten.

## Systematik
Baraguatherium ist eine Gattung aus der ausgestorbenen Familie der Mylodontidae innerhalb der Unterordnung der Faultiere (Folivora) und der Ordnung der Zahnarmen (Pilosa). Die Faultiere umfassen heute zwei Gattungen kleinerer, baumbewohnender Tiere, in der geologischen Vergangenheit kamen sie sehr formenreich und vielgestaltig vor. Innerhalb der Unterordnung können in einer klassischen Sichtweise, ermittelt durch skelettanatomische Untersuchungen, zwei Hauptlinien unterschieden werden: die Mylodontoidea mit den Mylodontidae, den Scelidotheriidae und den Orophodontidae (teilweise sind die Scelidotherien und Orophodonten im Rang von Unterfamilien in die Mylodontidae eingeschlossen) sowie die Megatherioidea. Unter Berufung auf molekulargenetische und proteinbasierte Analysen wären die Megalocnoidea als dritte Linie hinzuzufügen. Laut letzteren Studien beinhalten die Mylodontoidea mit den Zweifinger-Faultieren (Choloepus) auch eine der beiden noch bestehenden Gattungen. Die Mylodontidae bilden eine recht variantenreiche Gruppe, die sich durch hochkronige Zähne mit lappenartiger (lobater) Kauflächenstruktur auszeichnen, was allgemein als eine Anpassung an grashaltige Nahrung in offenen Landschaften aufgefasst wird. Der vorderste Zahn ist dagegen eckzahnartig gestaltet und durch eine Lücke von den hinteren molarenartigen Zähnen getrennt. Die Gruppe ist seit dem Oligozän fassbar, zu den ältesten Funden gehört Paroctodontotherium aus Salla-Luribay in Bolivien. Möglicherweise haben die Mylodonten wie viele andere Gruppen der Nebengelenktiere (Xenarthra) ihren Ursprung im südlichen Teil von Südamerika.
Baraguatherium stellt mit einem Alter von 19 bis 17 Millionen Jahren den ältesten bisher bekannten Vertreter im nördlichen Südamerika dar. Er korrespondiert in seinem Alter mit den Funden aus der bedeutenden Santa-Cruz-Formation im Süden des heutigen Argentinien. Die dort überlieferten Mylodonten wie Nematherium oder Analcitherium sind aber mit einem Körpergewicht von weniger als 100 kg deutlich kleiner als Baraguatherium. Die Ausbildung von drei bilobaten Backenzähnen stellt Baraguatherium eindeutig in die Mylodonten. Auffällig ist aber der aus Vasodentin bestehende Kern der Zähne, was nur bei sehr ursprünglichen Formen vorkommt, bei moderneren Gattungen wie Lestodon oder Paramylodon jedoch nicht. Aus diesem Grund wird Baraguatherium von einigen Autoren an die Basis der Entwicklung der Mylodonten gestellt. Andere sehen die Form jedoch innerhalb einer Gruppe aus weiteren Vertretern des nördlichen Südamerikas und einiger archaischer Formen eingebettet. Die Entdeckung von Baraguatherium zeigt auf, dass der nördliche Teil von Südamerika eine ähnlich hohe Diversität an Faultieren aufwies wie der südliche und eine vergleichbar große Bedeutung für die Entwicklungsgeschichte dieser Gruppe hatte. Allein seit dem Beginn des 21. Jahrhunderts konnte unter den Mylodonten und ihrer weiteren Verwandtschaft unter anderem mit Eionaletherium, Bolivartherium oder Magdalenabradys mehrere neue Formen entdeckt werden.
Die wissenschaftliche Erstbeschreibung von Baraguatherium erfolgte durch ein Autorenkollektiv um Ascanio D. Rincón im Jahr 2017. Grundlage bildeten der Unterkiefer und der Oberschenkelknochen aus dem valle de los vertebrados von Cerro la Cruz im venezolanischen Bundesstaat Lara. Ersterer stellt auch den Holotypen dar (Exemplarnummer IVIC-P-1828), er wird in Caracas aufbewahrt. Der Name Baraguatherium setzt sich aus der Bezeichnung Baragua für die Serranía La Baragua (auch Sierra de La Baragua), einem Gebirgszug im nördlichen Venezuela, an dessen Südflanke die Fundstelle von Cerro la Cruz liegt, und dem griechischen Wort θηρίον (thērion) für „Tier“ zusammen. Die einzige bisher bekannte Art wird Baraguatherium takumara genannt. Das Artepitheton bezieht sich auf das Wort takumará der Ayamanes-Indiogruppe, in deren Sprache damit „Faultier“ gemeint ist.